# Iglesia de San Juan de Dios (Medina Sidonia)
Iglesia de San Juan de Dios (Medina Sidonia) Antiguo convento de la Orden de los Hermanos Hospitalarios de San Juan de Dios, fue fundado por San Juan Grande en 1579, con el nombre de Casa-Hospital de Jesús.
A fines del siglo XVII, el Presbítero y Canónigo de la Catedral de Cádiz, natural de Medina Sidonia, D. Cristóbal Patricio de la Gasca, costea la remodelación del convento y dotándolo de más enfermerías y dormitorios.
En 1835 se produce su exclaustración, con motivo del proceso de Desamortización, vendiéndose el hospital y el convento. En 1875 pasó a ser casa de vecinos, y en 1878 el conjunto se convierte en Asilo de Ancianos, atendido por las Hermanitas de los Pobres, que por dificultades económicas lo tuvieron que abandonar en 1926. 
En 1928 se traslada al antiguo Hospital el Cuartel de la Guardia Civil. Hacia el año 1963 San Juan de Dios se transforma en Colegio Libre de Enseñanza Media Adoptado. En 1980 se creó el Instituto de Formación Profesional San Juan de Dios en el terreno en el que estaba el Hospital, manteniéndose la Iglesia dependiente de la Iglesia de Santiago, hasta que pasa a ser parroquia.
En cuanto a los aspectos artísticos, la Iglesia es de una sola nave, que se ensancha en un antecrucero de planta exedrada y con un crucero que no sobresale del plano. Tiene una bóveda de cañón con lunetos y cúpula sobre pechinas en el crucero, así como adornos geométricos que decoran el interior de los arcos de las capillas del crucero.
El Altar Mayor se corona con la imagen de San Juan de Dios, a los lados San José y San Antonio, San Rafael y San Miguel. En la hornacina central la venerada imagen de Nuestra Señora de la Salud, y sobre ella y bajo San Juan de Dios, un Niño Jesús.
Otras imágenes son Santa Rosalía, San Sebastián, del que ya existía cofradía en 1581 siendo el origen primitivo de la Iglesia, y Nuestra Señora de Belén. La imagen del Santísimo Cristo de la Reconciliación y Paz es una escultura de bulto redondo. La escultura, tallada en madera de cedro y pino de Flandes destaca la belleza en el modelado del torso, así como el sudario dorado “a regatinos”. La corona de espina se labra en la misma cabeza de forma serpenteante. Fue realizada por Juan Bautista Vázquez el Viejo.